# Дончану, Фелича
Фелича Дончану (рум. Felicia Donceanu; 28 января 1931, Бакэу — 21 января 2022, Дрэгоешть, жудец Вылча) — румынский композитор.
Окончила Консерваторию имени Порумбеску в Бухаресте (1956), ученица Михаила Жоры (композиция), Пауля Константинеску (гармония), Николае Буйклиу (контрапункт), Мирчи Басараба (оркестровка), Йоана Киреску (теория). До 1966 г. работала редактором в бухарестских музыкальных издательствах, выступала также как музыкальный критик. Затем полностью посвятила себя композиции.
Творческий путь Дончану начинался с вокальных сочинений — песен на стихи Михая Эминеску, Тудора Аргези, Джордже Кэлинеску, Александру Мачедонски и других румынских авторов, а также с театральной музыки (в частности, к «Тартюфу» Мольера и к шекспировской пьесе «Мера за меру», 1965); написанная ещё в консерватории симфоническая поэма «Мастер Маноле» (рум. Meşterul Manole, по румынской национальной легенде) была дважды переработана в дальнейшем (1968, 1977). Дончану относят к ведущим мастерам румынской вокальной музыки. Среди более поздних произведений Дончану заметны вокально-симфонические произведения, в том числе на религиозные темы: «Молитва Господня» (рум. Rugăciunea Domnească; 1992—1998, редакции для голоса с оркестром и для хора с оркестром), «Заклинание» (лат. Invocatio; 1999, для сопрано, скрипки, фортепиано и камерного оркестра, на тексты из Библии и Овидия); к позднейшим её работам относятся также вокальные циклы на стихи Енэкицэ Вэкэреску и Тристана Тцара. Ей также принадлежат музыкально-хореографические композиции.
Дончану семь раз становилась лауреатом премии Союза композиторов Румынии (1983—1997); в 1984 году Румынская академия удостоила её премии имени Джордже Энеску.
Была замужем за Александру Войтиновичем, генеральным прокурором, а затем председателем Верховного суда Румынии, сочинявшим также стихи и пьесы под псевдонимом Александру Войтин; написала на его слова вокальный цикл «Признания» (рум. Mărturisiri; 1975—1986).

## Награды
- Кавалер ордена «За заслуги перед культурой»[рум.] в категории B «Музыка» (2004 год, Румыния)[6].
- Премия Энеску.